# Mariss Jansons
Mariss Jansons, latvijski dirigent, * 14. januar 1943, Riga, Latvija, † 30. november 2019, Sankt Peterburg, Rusija.
Jansons je bil v svetovnem merilu eden najvidnejših dirigentov svojega časa.